# Lago Achen

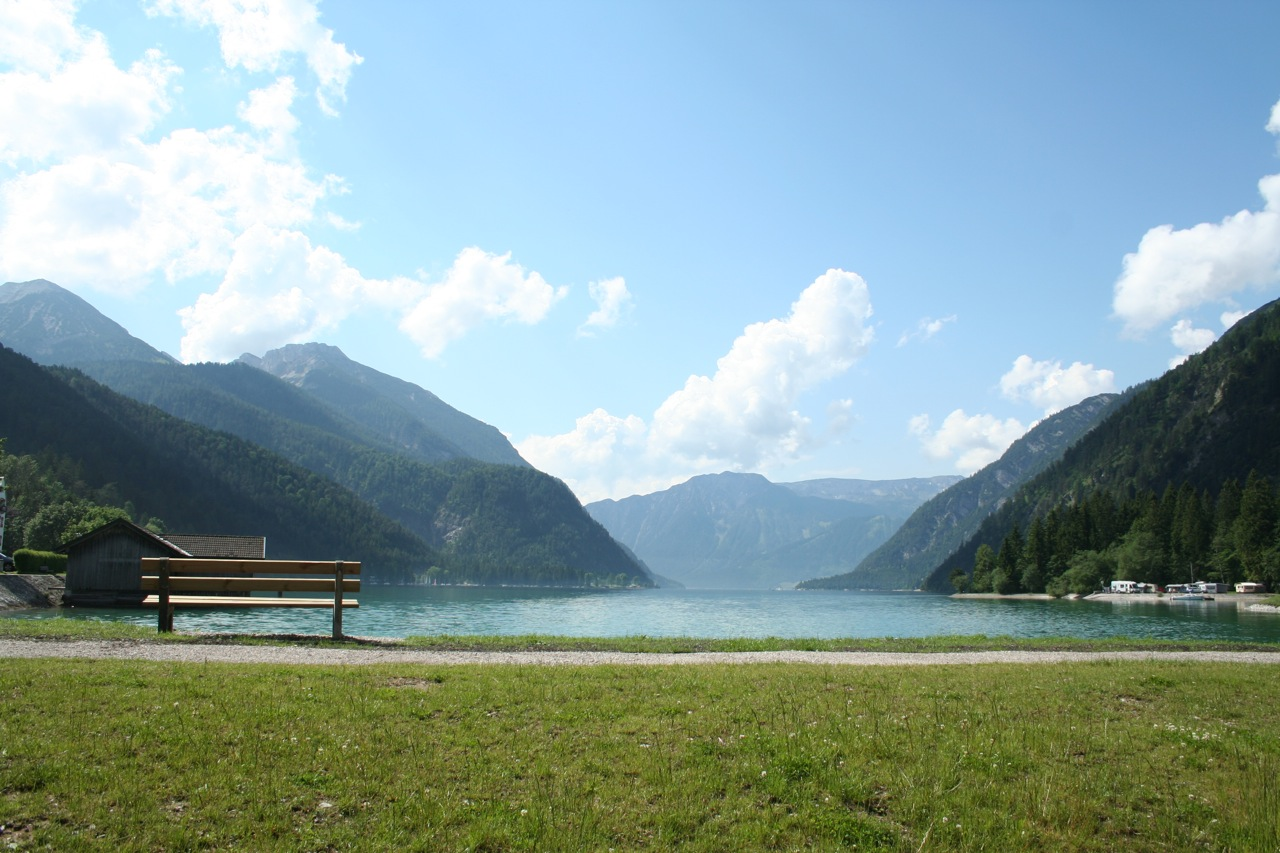
Vista del lago desde Achenkirch.

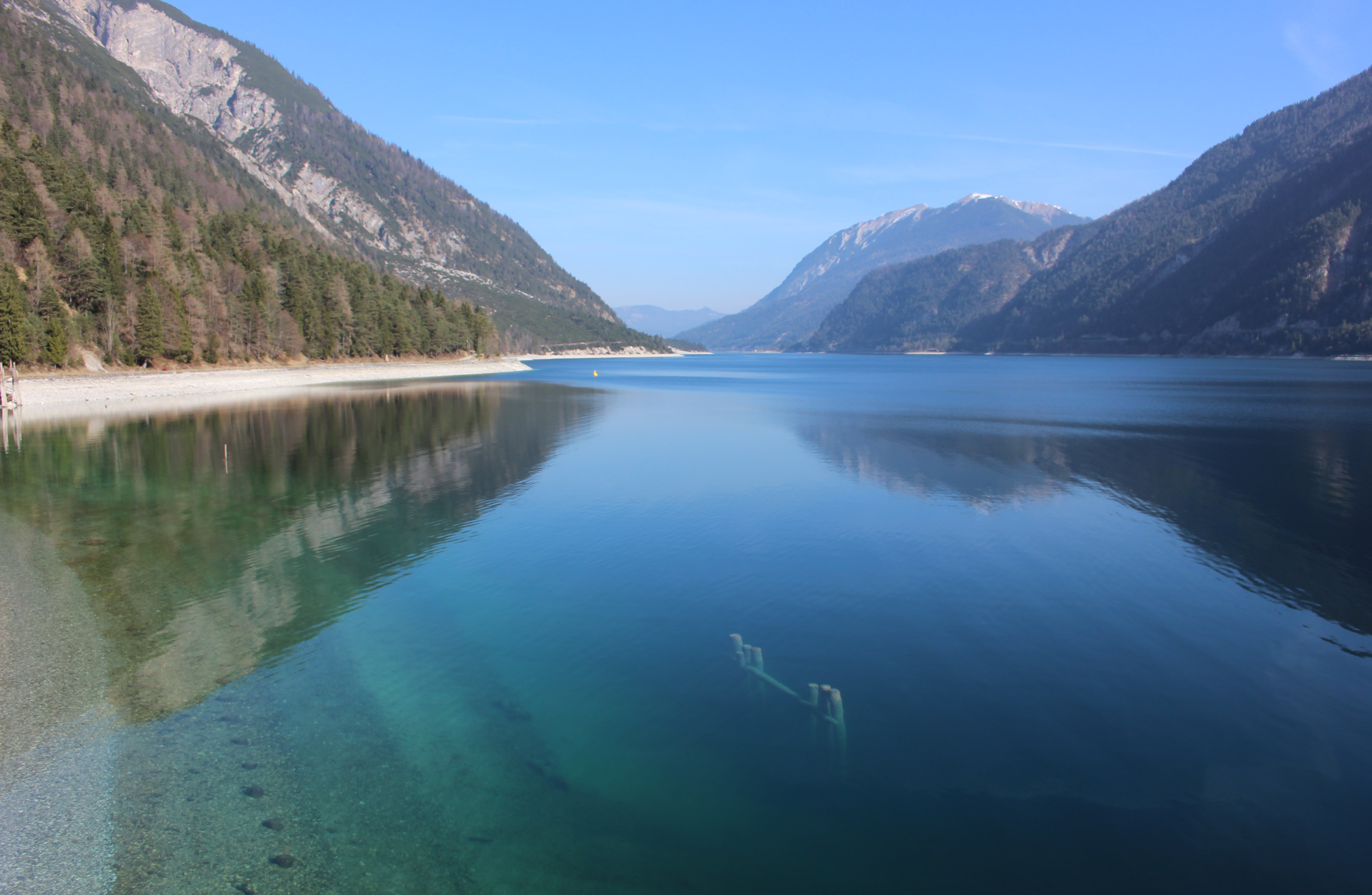

El Achensee es un lago ubicado en el estado de Tirol, Austria.
Se encuentra a una altitud de 929 m y cubre un área de 6,8 km² con 9 km de largo, 1 km de ancho y más de 133 m de profundidad. Es el lago más grande de Tirol, formado por las morrenas del glaciar Inn. Desde 1927 el lago ha albergado una central hidroeléctrica en Jenbach; la cual es accionada por las cataratas de 380 m que se encuentran entre el Achensee y el valle de Innsbruck.
El archiduque Fernando II de Austria (1529-1595) llevó embarcaciones Venecianas al lago para su uso por la corte. Con ese antecedente el turismo comenzó a desarrollarse, siendo estrenado el primer barco de vapor en 1887 y en 1889 se construyó el primer ferrocarril de cremallera de Europa (impulsado por vapor), que abarcaba la ruta de 7 km entre Jenbach y Seespitz.
- Datos: Q615711
- Multimedia: Achensee / Q615711